# Diocesi di Adraa
La diocesi di Adraa (in latino Dioecesis Adraena) è una sede soppressa del patriarcato di Antiochia e una sede titolare della Chiesa cattolica.

## Storia
Adraa, corrispondente alla città di  Der'a nel sud della Siria, è un'antica sede episcopale della provincia romana d'Arabia nella diocesi civile d'Oriente. Faceva parte del patriarcato di Antiochia ed era suffraganea dell'arcidiocesi di Bosra,  come attestato da una Notitia episcopatuum del VI secolo.
Il cristianesimo fece la sua comparsa ben presto in questa regione sotto al forma dell'ebionismo che, a detta di sant'Epifanio (Adversus haereses), vi fece rapidamente dei grandi progressi.
Diversi sono i vescovi noti di questa antica diocesi. Quattro sono attestati dalle fonti letterarie. Un vescovo ariano, Arabione, è menzionato nel concilio di Seleucia del 359; lo stesso prese parte al sinodo di Antiochia del 363. Uranio prese parte al primo concilio di Costantinopoli del 381. Proclo condannò Eutiche nel sinodo di Costantinopoli del 448 e fu tra i padri del concilio di Calcedonia del 451. Dorimenio assistette al concilio ecumenico del 553.
Le scoperte archeologiche hanno restituito il nome di altri due vescovi. Due mosaici, con iscrizioni dedicatorie, riportano il nome del vescovo Agapio: il primo mosaico è datato al 524, il secondo al 531. Un architrave, riutilizzato come muro di una casa nel villaggio di Jizeh, riporta il nome del vescovo Eufrasio con la data del 538/9.
La diocesi ortodossa probabilmente scomparve con l'invasione araba della regione nel VII secolo. Tuttavia una comunità cristiana giacobita continuò a sopravvivere almeno fino alla prima metà del IX secolo; di questa sono noti tre vescovi, Giorgio, Evagrio e Tommaso.
Dal XVIII secolo Adraa è annoverata tra le sedi vescovili titolari della Chiesa cattolica; la sede è vacante dal 21 aprile 1964.

## Cronotassi

### Vescovi greci
- Arabione † (prima del 359 - dopo il 363) (vescovo ariano)

- Uranio † (menzionato nel 381)
- Proclo † (prima del 448 - dopo il 451)
- Agapio † (prima del 524 - dopo il 531)
- Eufrasio † (menzionato nel 538/9)
- Dorimenio † (menzionato nel 553)

### Vescovi titolari
- Antonius Sellent † (2 marzo 1712 - ?)[7]
- Johann Rudolf von Sporck † (7 febbraio 1729 - 21 gennaio 1759 deceduto)[8]
- Ignacy Kozierowski, C.R.L. † (22 novembre 1762 - prima del 26 gennaio 1791 deceduto)[8]
- Pierre-Joseph-Georges Pigneau de Béhaine, M.E.P. † (24 settembre 1771 - 9 ottobre 1799 deceduto)[7]
- Michał Pałucki † (19 dicembre 1791 - ? )[8]
- Jean-André Doussain, M.E.P. † (23 luglio 1798 - 14 dicembre 1809 deceduto)[7]
- Juan Arciniega † (23 settembre 1816 - 2 gennaio 1835 deceduto)[7]
- Jean-Joseph Audemar, M.E.P. † (1817 - 8 agosto 1821 deceduto)[7]
- Antonio van Dyk † (11 dicembre 1846 - 13 luglio 1848 deceduto)[8]
- Joannes van Breugel † (31 gennaio 1849 - 15 gennaio 1850 deceduto)[8]
- Johannes van Genk † (22 marzo 1850 - 25 aprile 1868 succeduto vescovo di Breda)[8]
- Johann Evangelist Haller † (14 agosto 1874 - 26 giugno 1890 nominato arcivescovo di Salisburgo)[9]
- André-Théophile Mélizan, O.M.I. † (8 agosto 1879 - 25 novembre 1886 nominato vescovo di Jaffna)
- Sant'Antonino Fantosati, O.F.M.Ref. † (5 aprile 1892 - 7 luglio 1900 deceduto)[9]
- Oderico Giuseppe Rizzi, O.F.M. † (23 gennaio 1902 - 22 marzo 1905 deceduto)[7]
- Auguste Prézeau † (12 aprile 1908 - 2 dicembre 1909 deceduto)
- Francisco Xavier Ricardo Vilá y Mateu, O.F.M.Cap. † (25 agosto 1911 - 5 gennaio 1913 deceduto)
- Ramón Zubieta y Les, O.P. † (4 luglio 1913 - 19 novembre 1921 deceduto)
- Joseph Stoffels † (11 novembre 1922 - 17 ottobre 1923 deceduto)
- Josef Kupka † (10 aprile 1924 - 22 ottobre 1931 nominato vescovo di Brno)
- Leon Jean Marie De Smedt, C.I.C.M. † (14 dicembre 1931 - 11 aprile 1946 nominato vescovo di Chongli-Xiwanzi)
- James Holmes-Siedle, M.Afr. † (29 luglio 1946 - 25 marzo 1953 nominato vescovo di Karema)
- Richard Lester Guilly, S.I. † (18 luglio 1954 - 29 febbraio 1956 nominato vescovo di Georgetown)
- Elias Mchonde † (24 marzo 1956 - 21 aprile 1964 nominato vescovo di Mahenge)